# Пататас бравас
Пата́тас бра́вас, або Карто́пля бра́вас (ісп. Patatas bravas) — національна іспанська закуска. Є типовою стравою в барах Іспанії. Складається з картоплі, нарізаної великими кубиками, обсмаженої в оливковій олії та приправленої гострим соусом сальсою бравою. Подається до пива або вина, надзвичайно проста та дешева у приготуванні. 

## Історія
Точне походження пататас бравас невідоме, але вперше вони з'явилися в 1950-х роках у барах Мадрида. Невідомо, який з багатьох рецептів соусів є оригінальним. Те, що прийнято називати «автентичним», складається із солодкої паприки, гострої паприки, борошна та оливкової олії, іноді бульйону.
Перша згадка про пататас бравас міститься в книзі Vivir en Madrid (1967) Луїса Каранделя.
У всесвітній збірці картопляних рецептів, створеній Організацією Об’єднаних Націй, рецепт Пататас бравас включено як типово іспанську страву.

## Приготування
Наріжте картоплю кубиками потрібного розміру та обсмажте її на оливковій олії, як звичайну картоплю фрі, до золотистого кольору та хрусткої скоринки. Картоплю рідко нарізають будь-яким іншим способом, окрім кубиків, найчастіше великого розміру. Зазвичай використовують молоду картоплю або сорти для смаження. Існують також рецепти, що включають запікання картоплі в духовці. Після смаження картоплю викладають на тарілку або блюдо і поливають соусом сальса брава.

### Соус сальса брава
Традиційно соус містить гостру паприку Ла Вера або перець чилі. Часто це суміш гострої і солодкої паприки. Соус зберігається в скляних банках, стерилізованих на водяною парою, або з верхнім шаром олії.
В іспанському Леванті, тобто в Каталонії, Валенсійському співтоваристві та регіоні Мурсія, типово подавати патату бравас із поєднанням соусів айолі та сальса брава, накладених зверху. У Валенсії навіть прийнято просто подавати його з айолі та посипати гострою паприкою.